# Karow (Plau am See)
Karow est un village du Mecklembourg qui fait partie depuis août 2010 de la municipalité de Plau am See dans l'arrondissement de Ludwigslust-Parchim. Sa population comptait 759 habitants au 31 décembre 2009. Le village est surtout connu par son château de Karow, imposante demeure néoclassique avec une aile néobaroque, qui est devenu un hôtel.

## Géographie
Karow se trouve à douze kilomètres à l'est de Goldberg et à neuf kilomètres au nord de la ville de Plau am See. Le Plauer See  se trouve au sud du village et le parc naturel des landes de Nossentin et de Schwinz, au nord. Une grande partie du territoire de cette ancienne commune est recouverte de forêts, surtout au nord, ainsi que de lacs. Les hameaux de Teerofen et Leisten font partie du territoire du village.

## Histoire
Le village de Karow a été mentionné pour la première fois en 1254. et l'année suivante appartient à la seigneurie de Werle. Lorsque son dernier souverain meurt en 1436, il appartient au duché de Mecklembourg. Le village a été relié par le chemin de fer à partir de 1882. L'ancienne gare est aujourd'hui à l'état d'abandon.